# Blesa (Teruel)
Blesa ist eine spanische Gemeinde in der Provinz Teruel, die zur Autonomen Region Aragonien gehört. Sie ist Teil der Comarca (Kreis) Cuencas Mineras. 2024 hatte die Gemeinde 76 Einwohner. 

## Lage
Blesa liegt circa 80 Kilometer nordnordöstlich der Provinzhauptstadt Teruel in einer Höhe von ca. 770 m. 

## Bevölkerungsentwicklung
| Jahr      | 1970 | 1981 | 1991 | 2001 | 2011 | 2021 |
| Einwohner | 358  | 215  | 165  | 139  | 127  | 86   |

## Sehenswürdigkeiten

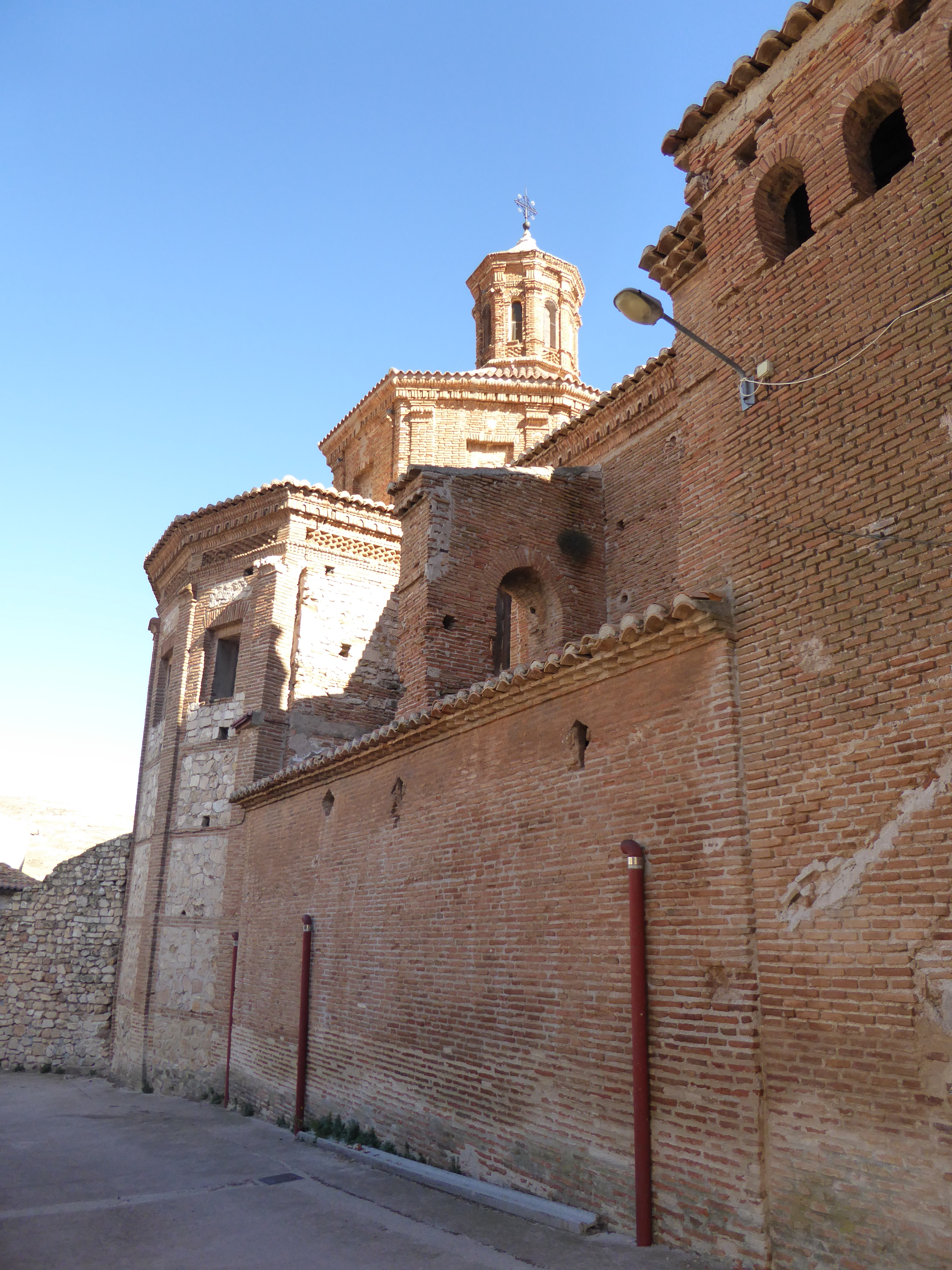
Kreuzkirche
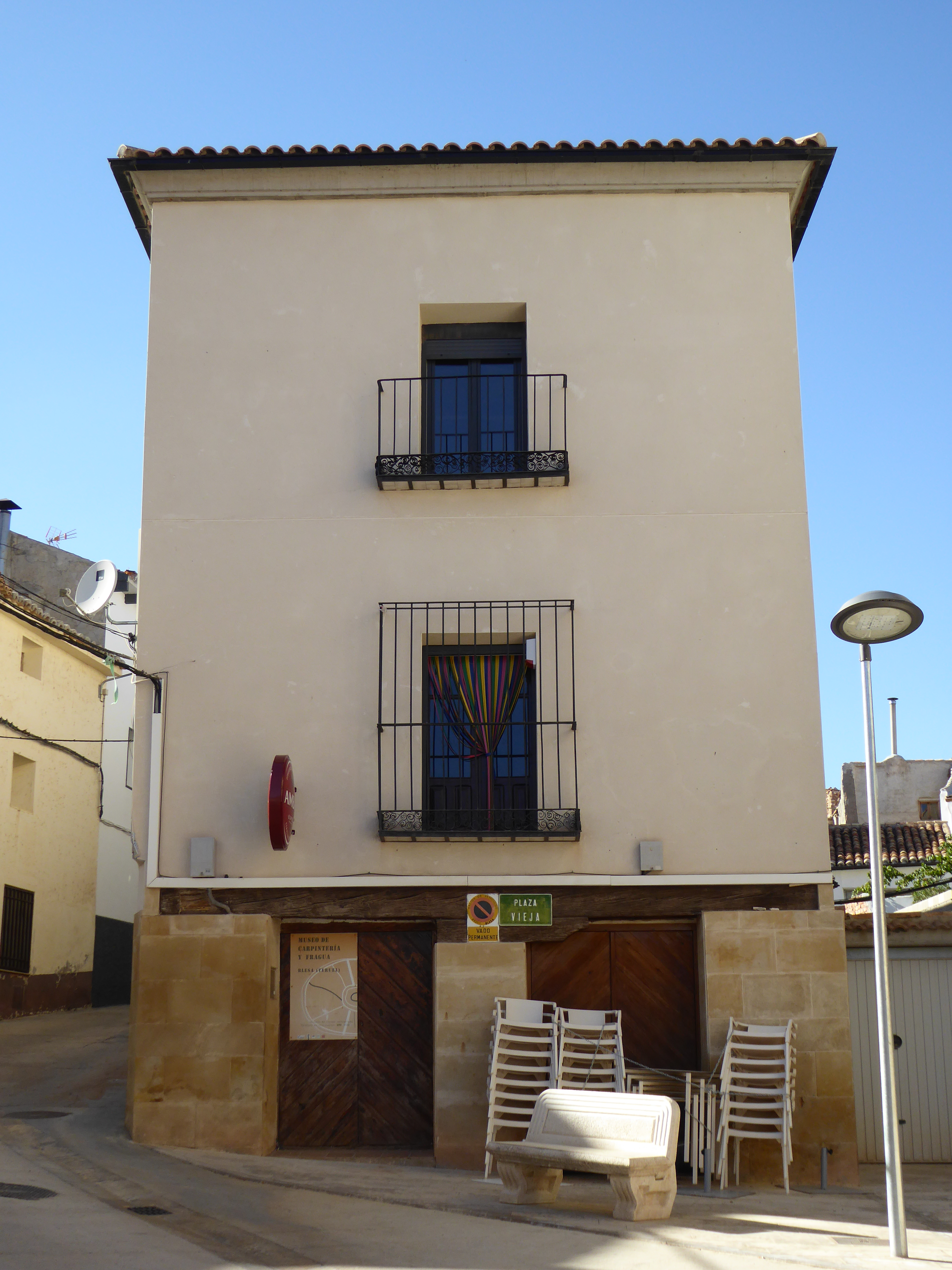
Zimmerer- und Schmiedemuseum
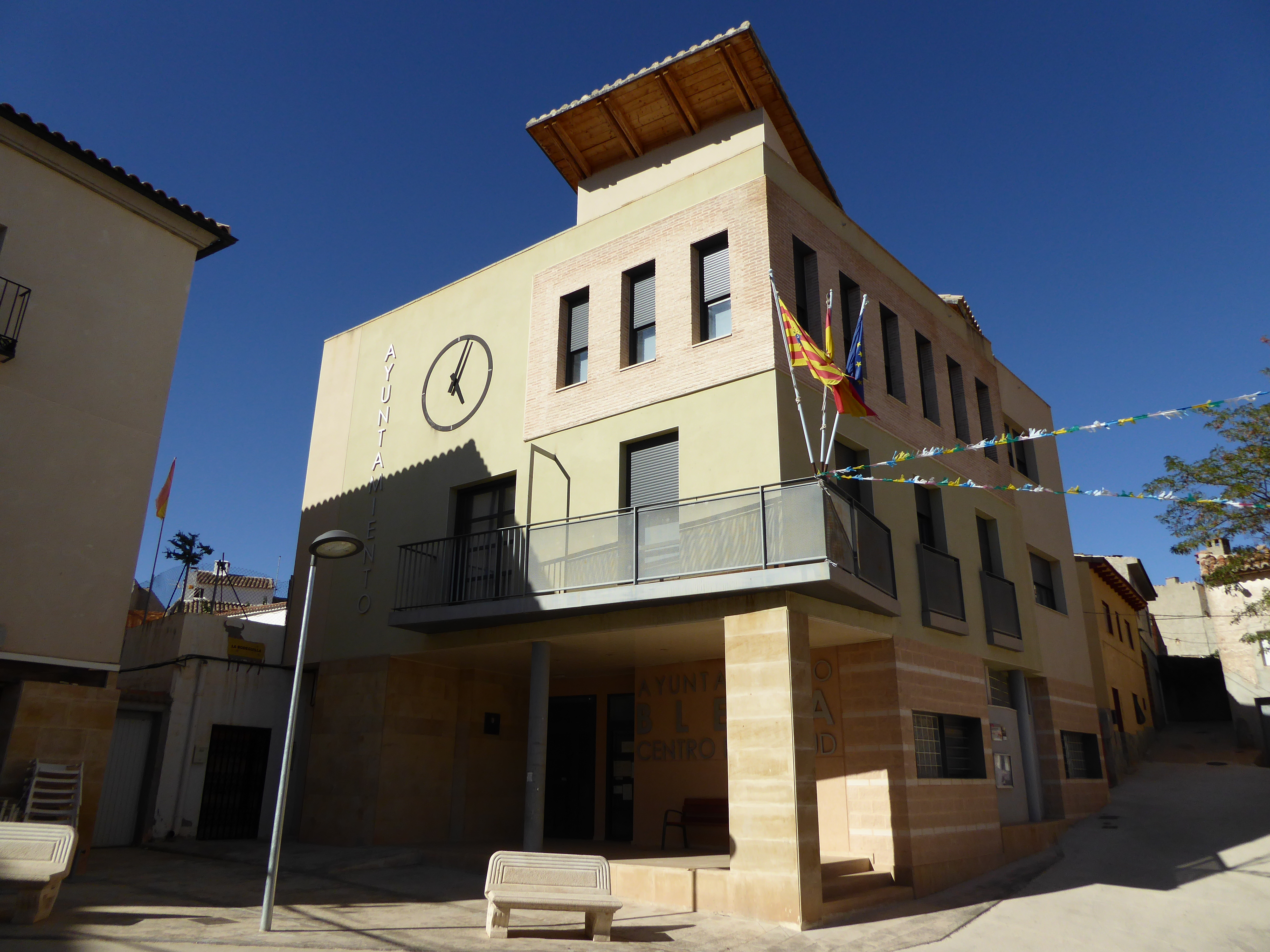
Rathaus

- Kreuzkirche
- Zimmerer- und Schmiedemuseum
- Rathaus